# ミネストローネ

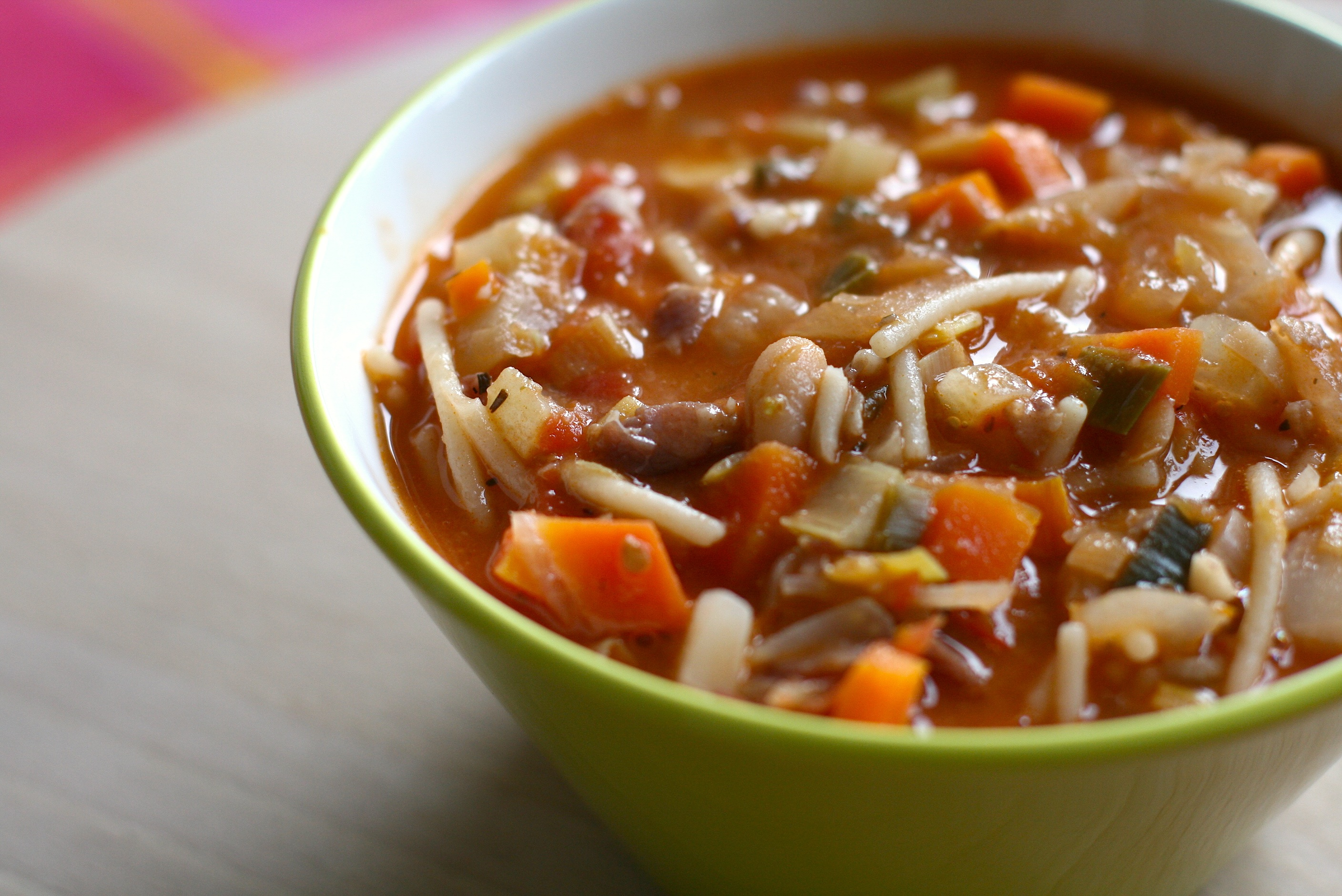
ミネストローネ

ミネストローネ (minestrone) は、イタリアの野菜スープである。
イタリアでは、使う野菜も季節や地方によって様々であり、決まったレシピはなく、田舎の家庭料理といった趣である。コロンブスによってトマトが持ち込まれるまでは、トマトを入れていなかった。材料にはタマネギ、ジャガイモ、ニンジン、キャベツ、セロリ、ズッキーニ、さやいんげんなどが用いられる。ベーコン、パスタ（フジッリやカペッリーニを短く折ったもの）や米を入れることも多い。また地域によって大きく異なる料理であり、すりおろしたパルメザンチーズが加えられたり、南米ではレンズ豆やエンドウ豆などが入ることがある。
「ミネストローネ」とは、現代のイタリア語で汁物料理を意味する「ミネストラ」minestra に指大辞（程度の大きさを示す単語の変化形）である-one を付けた形の語。minestra の語源はラテン語の ministrare （給仕する、の意）であり、日本語で言うところ「まかない（賄い）」といった意味である。なおスープ(soup)の語源は後期ラテン語のsuppa（浸されたパン、sopped bread）。